# Монтелапијано
Монтелапијано (итал. Montelapiano) је насеље у Италији у округу Кјети, региону Абруцо.
Према процени из 2011. у насељу је живело 107 становника. Насеље се налази на надморској висини од 709 м.

## Становништво
| 1931. | 1936. | 1951. | 1961. | 1971. | 1981. | 1991. | 2001. | 2011. |
| ----- | ----- | ----- | ----- | ----- | ----- | ----- | ----- | ----- |
| 575   | 570   | 629   | 521   | 335   | 228   | 164   | 107   | 80    |